# Guano Apes
Guano Apes je německá hudební skupina hrající alternativní rock/metal. Jejich energický mix grunge a heavy metalu z nich dělá jednu z nejúspěšnějších německých skupin.

## Historie
Guano Apes („Guánové opice“) byly založeny v roce 1990 v německém Göttingenu. Zakládajícími členy jsou kytarista Henning Rümenapp, basista Stefan Ude a bubeník Dennis Poschwatta. Zpěvačka Sandra Nasic přišla do skupiny až v roce 1994. Kapela svoji profesionální kariéru odstartovala až roku 1996, kdy vyhrála v Německu soutěž s písní "Open Your Eyes". Tato skladba se na dlouhou dobu stala nejúspěšnějším singlem, v roce 1997 následovalo album Proud Like a God. V letech 2000 a 2003 byla vydána i alba, která se dostala na první místa žebříčků – Don't Give Me Names a Walking on a Thin Line.
Skupina se rozpadla v roce 2004 po vydání best-of alba Planet of the Apes a po posledním turné. Poté se v roce 2009 znovu sešli.
Na konci října 2006 oznámila pánská část skupiny, že našla náhradu za zpěvačku Sandru Nasic – původně soulového zpěváka Charlese Simmonse, a tím vyhlásili vznik nové kapely pojmenované iO [aiˈəu].
V roce 2015 vystoupila skupina na festivalu Rock for People v Plzni.

## Členové skupiny
- Sandra Nasic (zpěvačka)
- Henning Rümenapp (kytarista)
- Stefan Ude (basista)
- Dennis Poschwatta (bubeník)

## Diskografie

### Alba
- 1997 – Proud Like a God
- 2000 – Don't Give Me Names
- 2003 – Walking on a Thin Line
- 2003 – Live
- 2004 – Planet of the Apes ("Best Of")
- 2006 – Lost (T)apes
- 2011 – Bel Air
- 2014 – Offline

### Singly
- 1997 – „Open Your Eyes“
- 1998 – „Rain“
- 1998 – „Lords of the Boards“
- 1999 – „Don't You Turn Your Back on Me “
- 2000 – „Big in Japan“
- 2000 – „No Speech“
- 2000 – „Living in a Lie“
- 2001 – „Dödel Up“
- 2001 – „Kumba Yo!“ (feat. Michael Mittermeier)
- 2003 – „You Can't Stop Me“
- 2003 – „Pretty in Scarlet“
- 2003 – „Quietly“
- 2004 – „Break the Line“

### Ostatní
- 1998 – Guano T-Apes (videokazeta)
- 2000 – Don't Give Me Names (videokazeta & DVD)
- 2003 – Live (DVD)
- 2003 – Guano Apes Single Collection
- 2005 – Planet Of The Apes / The Documentary (DVD)